# Ivanovo (Ivanovska oblast, Rusija)
Ivanovo (ruski: Ива́ново) je upravno središte Ivanovske oblasti u Rusiji. Zemljopisni položaj mu je 57°01′N 40°59′E / 57.017°N 40.983°E, 250 km sjeveroistočno od Moskve.
Ivanovo se tradicionalno nazivalno tekstilnom prijestolnicom Rusije. Budući da su većina zapošljenih u toj industriji žene, grad je bio znan i kao "Grad nevjesta". Vjerojatno najslavnija stanovnica ovog grada je bila francuska postomderna spisateljica Nathalie Sarraute.
U gradu su brojne upravne i kulturne ustanove. Od industrija su najvažnije tekstilna, a pored nje kemijske i strojogradnja.

## Povijest
Ivanovo se prvi put spominje 1561. godine.
U 17. stoljeću ovo se naselje razvilo u trgovački gradić. 1710. car Petar Veliki je naredio uvođenje tekstilne proizvodnje. 
U 19. stoljeću Ivanovo je bio vodeći ruski grad po tekstilnoj industriji i zvalo ga se "ruski Manchester".
Današnje Ivanovo je nastalo spajanjem industrijskog gradića Ivanova, gdje su se obrađivale tekstilne biljke, sa selom Voznesenskij Posad 1871., posljedica čega je da je do 1932., službeno ime gradu bilo Ivanovo-Voznesensk.
Početkom 20. stoljeća, Ivanovo se takmičilo s Lodzem (gradom u Poljskoj, tada dijelom Ruskog carstva) za naslov glavno središte tekstilne proizvodnje u Europi. 
Budući da su radnički životni uvjeti bili užasni, štrajkovi su bili učestali. Jedan od tih štrajkova je doveo do prve ruske revolucije. Prvi sovjeti na svijetu su uspostavljeni u ovom gradu 1905.

## Stanovništvo
Broj stanovnika: 
434.000 (1974).
407.400 (2004).

## Znamenitosti
U znamenitosti ovog grada spadaju Muzej pamuka, kao i umjetnički muzej, unutar kojem se, među ostalim, brojne ikone mogu vidjeti. U Ivanovu se može naići na djela svih umjetničkih pravaca od baroka do moderne umjetnosti. Posebno zanimljive su građevine konstruktivizma, među kojima se kao iznimno lijepi primjerak ističe Gradsko operno kazalište. U brojnim se oblicima može naći i bečki secesijski stil. Grad je bio sjedište brojnih plemićkih obitelji i stoga su brojne palače i vile u ovom gradu.

## Vanjske poveznice
- Službene stranice grada Ivanova